# El llanto de la tortuga
El llanto de la tortuga, conocida también bajo el título de ¿Cómo perdiste tu virginidad? (en España), es una película mexicana de 1974 dirigida por Francisco del Villar sobre la base de un guion suyo coescrito junto a Vicente Leñero, con fotografía de Gabriel Figueroa y cuyos protagonistas son Jorge Rivero, Isela Vega, Hugo Stiglitz, Cecilia Pezet y Gregorio Casal.

## Sinopsis
Carlos es un cínico, depravado y arrogante arquitecto venido a menos que vive una tambaleante relación con su amante Diana, debido a los malos negocios y diversas deudas de juego de aquel, pero la pareja decide momentáneamente dejar de lado sus diferencias para irse de viaje a Acapulco y celebrar allí el cumpleaños de Héctor -un amigo de toda la vida de Carlos- junto con la hermana de éste, Isabel.
Sin embargo a partir del minuto uno del viaje, y durante las siguientes 24 horas, los cuatro personajes (junto con Sergio, el guapo y atento sirviente de la casa de Héctor e Isabel) se verán envueltos en una retahíla de insultos, agravios, envidias, indirectas, celos, mentiras, juegos sexuales, verdades a medias, orgías, ambiciones e inconfesables secretos de la infancia y adolescencia que salen a la luz, los cuales amenazan la convivencia entre todos ellos y que tendrán como consecuencias un aborto, una salida del armario, un asesinato, una violación... y un crimen impune.

## Elenco
- Isela Vega ... Diana
- Jorge Rivero ... Carlos
- Hugo Stiglitz ... Héctor
- Gregorio Casal ... Sergio
- Cecilia Pezet ... Isabel
- Miguel Ángel Ferriz ... Joven en la playa
- José Chávez ... Pescador
- Paco Sañudo ... Inspector Ibarra
- Heidi Otto ... Amante de Sergio